# Симферопольский техникум железнодорожного транспорта и промышленности
Симферопольский техникум железнодорожного транспорта и промышленности — государственное учебное учреждение. Основная направленность — подготовка младших специалистов для работы на железной дороге.

## История
В октябре 1922 года в Симферополе было создано фабрично-заводское училище. Руководителем был назначен бывший машинист паровоза В. В. Соколовский. Первый набор учащихся составил 200 человек. Корпус училища располагался в одном из зданий железнодорожного вокзала (до настоящего момента не сохранилось), поблизости располагались общежитие и мастерские. 
В 1940 году фабрично-заводское училище было преобразовано в железнодорожное училище №2. Количество учащихся выросло до 300 человек. Произошло укрепление материальной базы. После начала Великой Отечественной войны в мастерских было налажено изготовление труб для лёгких миномётов. В первых числах июля 1941 года началась подготовка к эвакуации училища в город Балашов Саратовской области. Вместе с Севастопольским и Сакским ремесленными училищами в железнодорожном эшелоне обучающиеся были доставлены в Керчь, затем по морю в Новороссийск, далее через Сталинград в город Балашов, где училище находилось до освобождения Крыма в 1944 году. В мае 1944 года училище было преобразовано в железнодорожное училище №1.
В 1956 году железнодорожное училище №1 было переименовано в ремесленное училище №4.
В 1960 году ремесленное училище №4 было переименовано в техническое училище №4.
В 1963 году техническое училище №4 было переименовано в городское профессионально-техническое училище №4.
В 1984 году городское профессионально-техническое училище №4 было переименовано в среднее профессионально-техническое училище №4
В 2003 году среднее профессионально-техническое училище №4 было переименовано в Симферопольское высшее профессиональное училище железнодорожного транспорта.
В 2014 году Симферопольское высшее профессиональное училище железнодорожного транспорта было переименовано в Симферопольский техникум железнодорожного транспорта и промышленности.
В 2017 году техникум был переведён из здания по адресу Александра Невского, дом 15, в котором находился с 1946 года, в здание по адресу улица Марка Донского, дом 4. По официальной версии, причиной стала невозможность получить на существующее здание техникума лицензии от Рособранадзора лицензии для образовательной организации, обучающей детей.

## История здания техникума
- Во второй половине XVIII века на месте нынешнего здания[уточнить] техникума находился одноэтажный (двадцать комнат) дворец из бутового камня (построен под непосредственным контролем князя Георгия Потёмкина). Путевой дворец был заложен 21 октября 1784 г. и был готов непосредственно к приезду Императрицы в Симферополь 26 мая 1787 года. В этот день Императрица Екатерина II отобедала в этом путевом дворце, и в память о своём пребывании в Симферополе посадила в саду при дворце три шелковицы;
- После 1784 года путевой дворец использовался как канцелярия и жильё правителя Таврической области В.Каховского, после — С. Жегулина;
- В конце XVIII века в здании располагались офицерские казармы и госпиталь;
- C 1802 г. здесь размещалась канцелярия Таврического губернатора и некоторые другие административные учреждения губернии;
- В 1823—1826 гг. по проекту губернского архитектора И.Колодина, был достроен второй этаж здания(материалы для строительства поставлял перекопский купец третьей гильдии В.Шубников);
- В 1830 году во дворе дома была открыта первая губернская типография, где печаталась газета « Таврические губернские ведомости»;
- В 1854 году, во время Крымской (Восточной) войны в здании, где в XX веке разместится техникум, располагался военный госпиталь. В это время в госпитале трудился великий русский хирург Николай Пирогов;
- В 1855 году госпиталь посетил император Александр II;
- В начале XX века в здании будущего техникума проходили курсы по подготовке работников в волостные земства. В 1917—1918 гг ими заведовала Фанни Каплан.
- В 1918 году в здании располагался Совет народных комиссаров республики Таврида с Н. Г. Слуцким во главе;
- В 1918—1919 — здесь размещались властные органы крымских краевых правительств;
- В 1946—1947 гг. был надстроен третий этаж, а также изменён фронтон.

## Настоящее время
В настоящее время техникум ведёт подготовку специалистов по следующим специальностям:
- организация перевозок и управления на железнодорожном транспорте;
- обслуживание железнодорожных сооружений и объектов путевого хозяйства;
- эксплуатация и ремонт подъёмно-транспортных, строительных, дорожных машин и оборудования;
- строительство и эксплуатация зданий и сооружений;
- экономика предприятия.